# Ghosts'n Goblins
Ghosts 'n Goblins (japonês: 魔界村, Hepburn: Makaimura, lit. Demon World Village) é um videogame do gênero plataforma lançado para arcade no ano de 1985 pela fabricante japonesa de jogos eletrônicos Capcom.

## Sinopse
O cavaleiro Arthur precisa enfrentar um vasto exército de monstros, zumbis e fantasmas para salvar a princesa Prin-Prin, sequestrada e aprisionada no castelo do demônio Astaroth. Para isso, o jogador deverá vencer seis fases, percorrendo cenários repletos de seres das trevas que querem derrotá-lo. Após vencer as seis fases,  Arthur descobre que tudo não passou de uma ilusão criada por Satan, que é o demônio que sequestra a princesa na tela inicial do jogo. E o jogo recomeça, agora com a missão verdadeira, com velocidade aumentada. Alguns inimigos carregam bolsas visíveis, sendo estes os que deixam power-ups e armas extras após derrotados, e também existem itens escondidos em pontos invisíveis recorrentes. A cada vida, Arthur pode ser atingido duas vezes: na primeira, perde a armadura, ficando desprotegido e apenas usando uma cueca. Na segunda, perde a vida.
Ghosts'n Goblins é lembrado por muitos ainda hoje como um dos videogames mais difíceis de todos os tempos.

## Jogabilidade
Ghosts'n Goblins é um tradicional videogame de plataforma: no comando de Arthur, o jogador deve percorrer as fases dentro de um limite de tempo, tendo como únicos recursos o pulo e uma arma. As armas disponíveis são a lança, a faca, a tocha, o machado e a cruz (escudo, na versão ocidental). Cada arma tem uma particularidade, e o jogador deve avaliar qual é a mais apropriada sendo que, para o último combate, a cruz/escudo é obrigatória(o). Ao final de cada fase, um chefe  deve ser derrotado, para que Arthur possa seguir sua jornada. Vidas extras podem ser obtidas através de pontuação, conforme a configuração do jogo.

## Curiosidades
- O jogo sofreu leve censura, em algumas modificações antes de ser lançado nos EUA, especialmente em relação aos temas cristãos. O exemplo mais notório é a substituição da cruz (única arma capaz de derrotar Astaroth) por um escudo.[4]
- A versão para o Amiga, apesar de ser a mais próxima do original, não apresenta som nativo. Devido a limitação de Memória RAM, pois a linha básica do aparelho era vendida com 512 Kbytes, onde para desfrutar dos sons do jogo, era necessário 1 Mega de RAM.[7]
- Na versão para Commodore 64, não é possível enfrentar Satan ou Astaroth (penúltimo e último chefes, respectivamente). Sendo o último chefe, o Dragão Chinês (inimigo recorrente no título).[3]

## Outras versões
Ghosts'n Goblins também teve versões para sistemas caseiros como NES, ZX Spectrum, Amiga, Amstrad CPC, Atari ST, IBM PC, Commodore 16, Commodore 64, WonderSwan, Game Boy Color, Game Boy Advance e iOS. Em 2017, o jogo foi lançado para o sistema Android como Ghosts'n Goblins Mobile.

## Continuação
O jogo Ghouls'n Ghosts se passa 4 anos depois dos eventos de Ghosts'n Goblins sendo sua continuação direta. Foi lançado em 1988 pela Capcom para seu então novo sistema arcade CPS-1.

## Spin-off
Devido à sua popularidade, o personagem inimigo Red Arremer (Firebrand, na versão ocidental) ganhou seu próprio jogo spin-off, chamado Gargoyle's Quest, lançado para Game Boy em 1990. Por sua vez, o jogo também teve continuações lançadas para NES e SNES.[carece de fontes?]